# 180739 Barbet
180739 Barbet este o planetă minoră (asteroid) din centura de asteroizi. A fost descoperită pe 19 mai 2004 la Saint-Sulpice de Bernard Christophe⁠(d). 
Obiectul prezintă o orbită caracterizată de o semiaxă mare de 2,8137322521766 UAi, o excentricitate de 0,09, o înclinație de 5,8 ° în raport cu ecliptica.